# ويل فيرل
ويل فيرل (بالإنجليزية: Will Ferrell)‏ ممثل أمريكي من مواليد 16 يوليو 1967.

## أفلامه
- أوستن باورز: رجل الغموض الدولي (1997)
- A Night at the Roxbury (1998)
- The Thin Pink Line (1998)
- Superstar (1999)
- Dick (1999)
- أوستن باورز: الجاسوس الذي غيرني (1999)
- The Suburbans (1999)
- The Ladies Man  [لغات أخرى]‏ (2000)
- Drowning Mona (2000)
- زولاندر (2001)
- عودة جاي وبوب الصامت (2001)
- Boat Trip  [لغات أخرى]‏ (2002)
- Old School  [لغات أخرى]‏ (2003)
- قزم (فيلم) (2003)
- Melinda and Melinda (2004)
- المذيع: أسطورة رون بورغاندي (2004)
- Wake Up, Ron Burgundy: The Lost Movie (2004)
- Starsky & Hutch  [لغات أخرى]‏ (2004)
- Oh, What a Lovely Tea Party (2004)
- متطفلي العرس (2005)
- المنتجان (فيلم 2005) (2005)
- Winter Passing (2005)
- مسحور (2005)
- الركل والصراخ (2005)
- The Wendell Baker Story (2005)
- أغرب من الخيال (2006)
- قصة ريكي بوبي (2006)
- جورج الفضولي (2006)
- شفرات المجد (2007)
- سيمي برو (2008)
- إخوة غير أشقاء (2008)
- أرض التائهين (2009)
- The Goods: Live Hard, Sell Hard (2009)
- الشخصان الآخران (2010)
- ميجامايند (2010)
- Everything Must Go  [لغات أخرى]‏ (2010)
- Casa de Mi Padre (2012)
- Tim and Eric's Billion Dollar Movie (2012)
- The Campaign  [لغات أخرى]‏ (2012)
- التدريب العملي (2013)
- المذيع 2: الأسطورة تستمر (2013)
- فيلم ليغو (2014)
- كن صلبا (2015))
- منزل أبي (فيلم) (2015)
- زولاندر 2 (2016)

## مواقع خارجية
- ويل فيرل على موقع IMDb (الإنجليزية)
- ويل فيرل على موقع ميتاكريتيك (الإنجليزية)
- ويل فيرل على موقع الموسوعة البريطانية (الإنجليزية)
- ويل فيرل على موقع روتن توميتوز (الإنجليزية)
- ويل فيرل على موقع مونزينجر (الألمانية)
- ويل فيرل على موقع قاعدة بيانات الأفلام العربية
- ويل فيرل على موقع ألو سيني (الفرنسية)
- ويل فيرل على موقع ميوزك برينز (الإنجليزية)
- ويل فيرل على موقع رولينغ ستون (الإنجليزية)
- ويل فيرل على موقع أول موفي (الإنجليزية)
- Will Ferrell's High Five Hollywood
- Will Ferrell's profile on Funny Or Die
- 10 Best Will Ferrell Skits
- Will Ferrell Interview for 'Everything Must Go'
- Will Ferrell Interview
- Maxim Rated Top SNL performer
- Will Ferrell at شبكات كومبلكس
- HBO's Special Event page for Will Ferrell You're Welcome America: A Final Night with George W Bush
- Crowdrise Scholarships for Cancer Survivors Fundraising Campaign